# Confort (Ain)
Confort is een gemeente in het Franse departement Ain (regio Auvergne-Rhône-Alpes). De plaats maakt deel uit van het arrondissement Gex. Confort telde op 1 januari 2022 676 inwoners.

## Geschiedenis
Tijdens het ancien régime was Confort enkel een gehucht van Lancrans. In tegenstelling tot het Pays de Gex, dat al in 1601 bij Frankrijk kwam, bleven Lancrans en Confort in Haut-Bugey tot 1760 bij het hertogdom Savoye en werden pas in dat jaar Frans. In 1858 werd Confort een zelfstandige gemeente.

## Geografie
De oppervlakte van Confort bedroeg op 1 januari 2022 11,66 vierkante kilometer; de bevolkingsdichtheid was toen 58 inwoners per km². De gemeente ligt tussen de Valserine in het westen en de Jura in het oosten.
De onderstaande kaart toont de ligging van Confort met de belangrijkste infrastructuur en aangrenzende gemeenten.

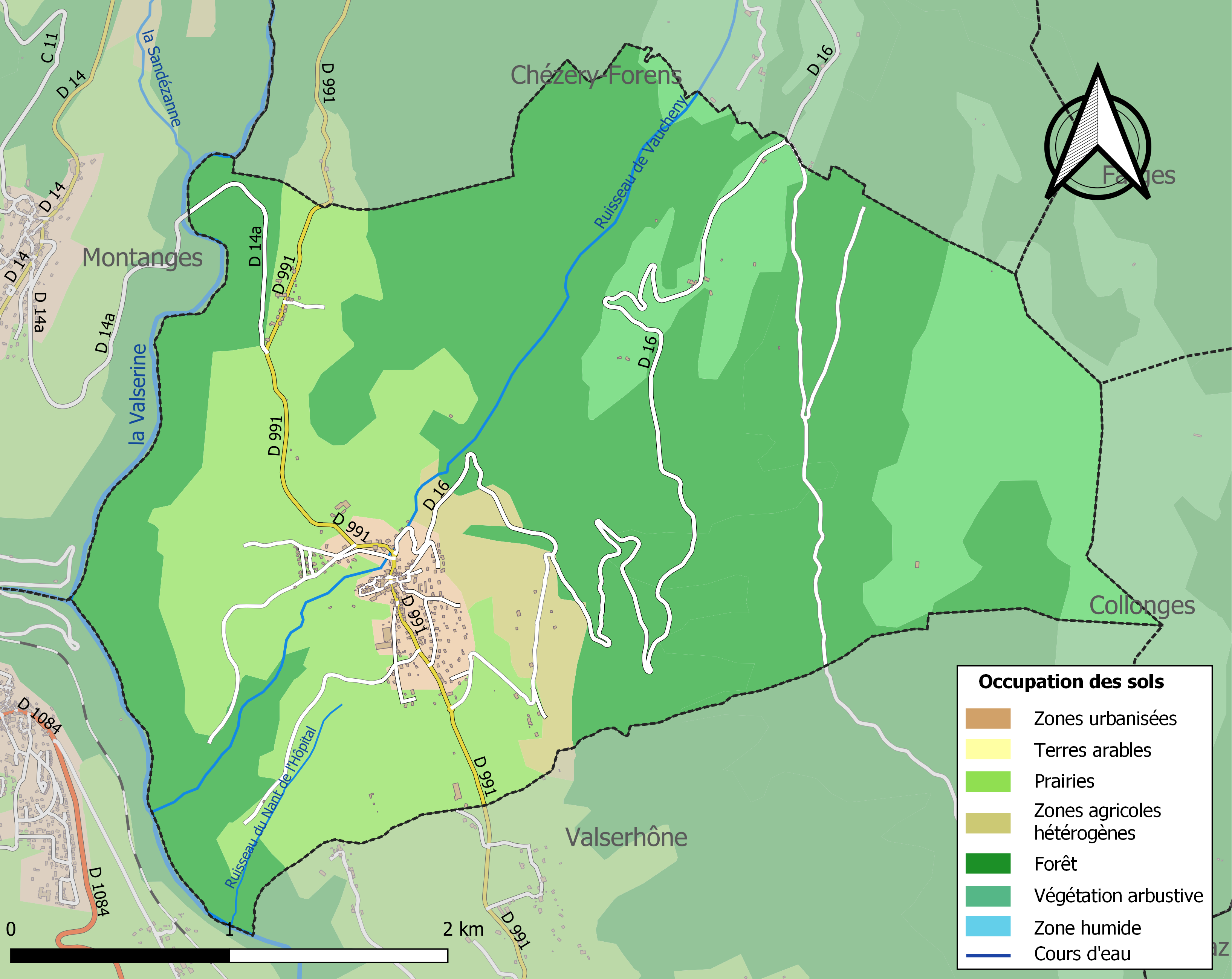

## Demografie
Onderstaande figuur toont het verloop van het inwoneraantal van Confort vanaf 1962. De cijfers zijn afkomstig van het Frans bureau voor statistiek en bevatten geen dubbel getelde personen (volgens de gehanteerde definitie population sans doubles comptes).
Vanwege een beveiligingsprobleem met de MediaWiki Graph-software is het momenteel niet mogelijk deze grafiek weer te geven. Zodra de software is bijgewerkt zal de grafiek vanzelf weer zichtbaar worden.

## Geboren
- Jeanne-Marie Rendu (1786-1856), kloosterzuster[2]